# Hossam Hassan
Hossam Hassan (arab. حسام حسن, ur. 10 sierpnia 1966 w Kairze) – egipski piłkarz, napastnik, uczestnik Mistrzostw Świata 1990. W reprezentacji wystąpił 170 razy, co czyni go jedynym ze światowych rekordzistów.
Hossam Hassan Mimo iż grał głównie w rodzimych klubach (głównie Al-Ahly Kair i Zamalek Kair) to uważany jest za legendę egipskiej piłki. Jedynymi zagranicznymi klubami w jakich grał były grecki PAOK FC, szwajcarskie Neuchâtel Xamax i Al-Ain ze Zjednoczonych Emiratów Arabskich. Karierę kończył w 2007 roku jako gracz Al-Ittihad Aleksandria. Jest najskuteczniejszym zawodnikiem w historii reprezentacji Egiptu. Zaliczył w niej 169 meczów i strzelił 69 bramek.